# Hiena ratllada
La hiena ratllada (Hyaena hyaena), és un mamífer omnívor de la família dels hiènids.

## Descripció física

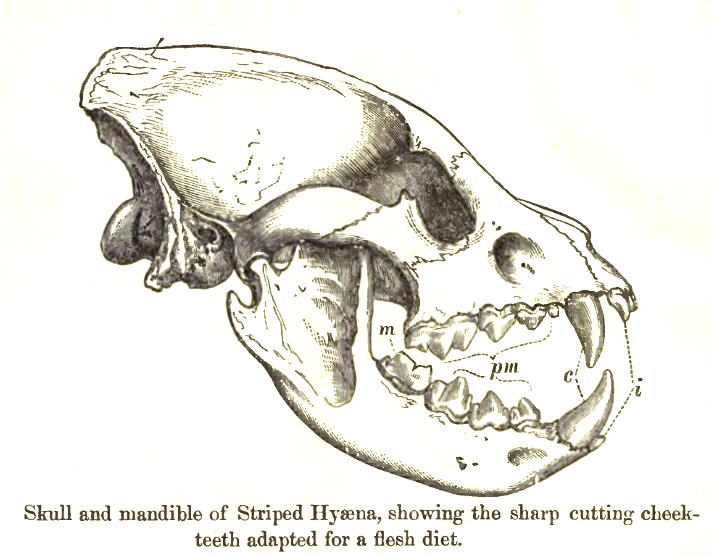
Crani de hiena ratllada

La hiena ratllada és la segona espècie de hiena més grossa, amb una mida entre la de la hiena tacada i la de la hiena bruna. El seu crani no és tan gros com el de la hiena bruna, ni les seves dents són tant robustes, fet que indica una adaptació a una dieta més generalitzada i, per tant, menys específica. Es tracta d'un animal de mida mitjana, amb una esquena que fa un pendent descendent cap a la cua (més baixa que les espatlles), i un cap arrodonit, amb un musell i unes orelles puntegudes. Té un pelatge que generalment és de color gris pàl·lid o beix, amb una franja negra a la part anterior del coll. Té entre 5 i 9 ratlles verticals de color negre a cada costat, amb ratlles transversals i horitzontals més clares a les potes, les quals li donen el nom que la distingeix de la resta de hienes. Cal destacar que presenten un dimorfisme estacional en el color del pelatge: les ratlles són més fosques i estan més ben definides a l'estiu que a l'hivern, quan són més clares i estan més difuminades. La línia dorsal mitjana té una cabellera erèctil, que la pot fer semblar fins a un 38% més grossa, característica que fan servir quan se senten amenaçades. Aquesta cabellera també els serveix com a dispositiu de senyalització en interaccions socials. La hiena ratllada té una cua llarga, coberta per un dens pelatge de pèls llargs i aspres de color blanc i negre. Les potes tenen quatre dits dotats d'urpes curtes i romes que no són retràctils.
Les mascles tenen un pes que varia entre 26 i 41 quilos, mentre que el pes de les femelles, una mica més lleugeres, oscil·la entre els 26 i els 34 quilos. Sense tenir en compte la cua, la longitud total del cos varia entre 1 i 1,15 metres, i tenen una alçada a l'espatlla d'entre 66 i 75 centímetres. Les hienes ratllades tenen unes glàndules odoríferes força grosses amb forma de bosses sense pèl, les quals es troben a l'obertura de l'anus.

## Distribució i hàbitat
La hiena ratllada viu a les sabanes tropicals, les praderies, les zones semidesèrtiques, els matollars i els boscos de l'Àfrica, l'Orient Pròxim, l'Afganistan, el Pakistan i l'oest de l'Índia. A Europa està extinta, però ocasionalment se la pot trobar en alguns punts d'Anatòlia.

## Comportament
Són animals nòmades que es desplacen d'un lloc on hi ha aigua a un altre, sense allunyar-se mai de l'aigua més de 10 quilòmetres. Tot i que es congreguen en petits grups familiars, són caçadors solitaris. Com molts animals que viuen en climes càlids, les seves orelles irradien calor.
La hiena ratllada és un animal solitari però social: s'alimenta individualment i rarament és vist en grups, però s'associa en petits grups familiars en un cau.

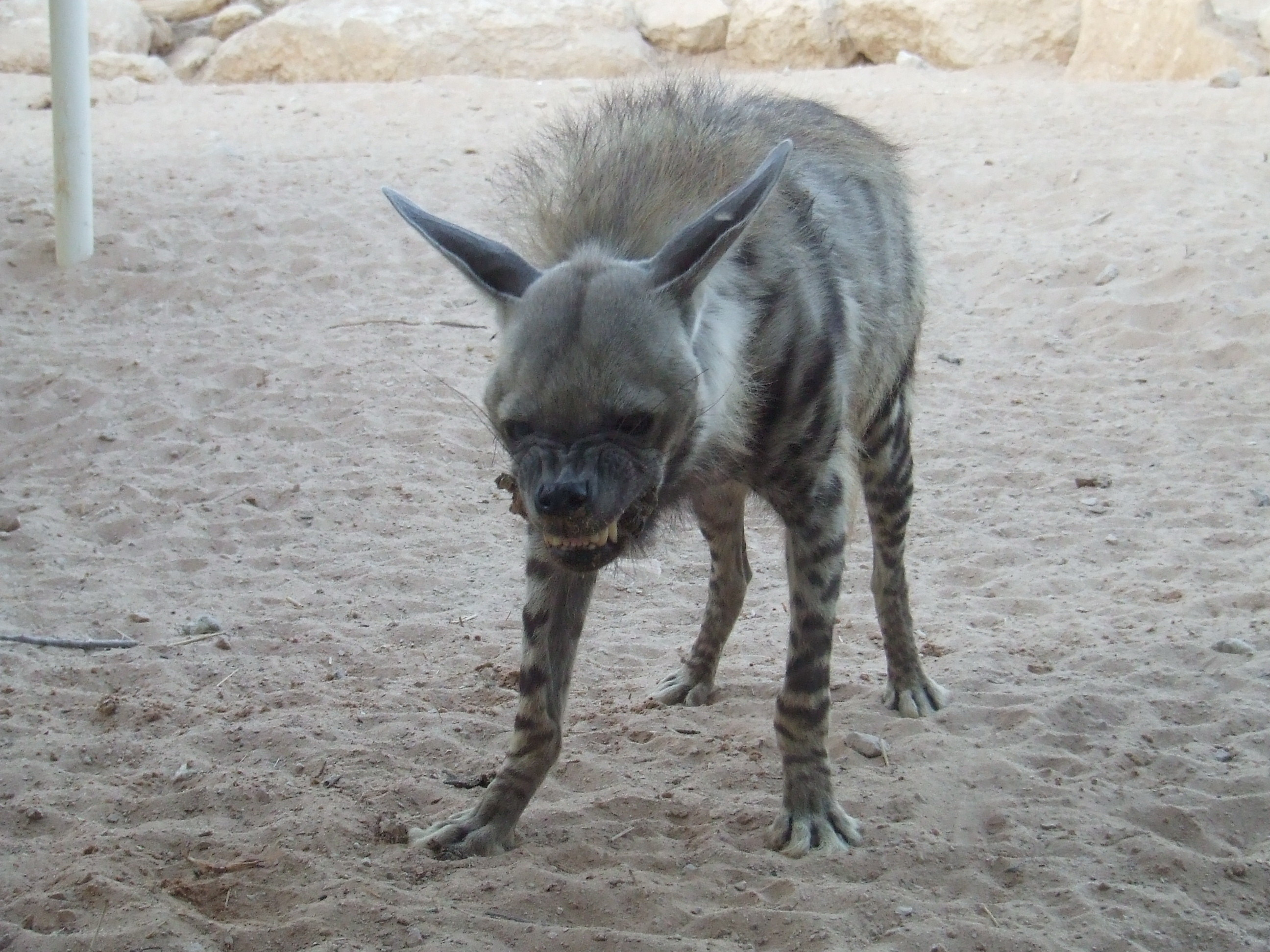
Una hiena ratllada sentint-se amenaçada

### Social

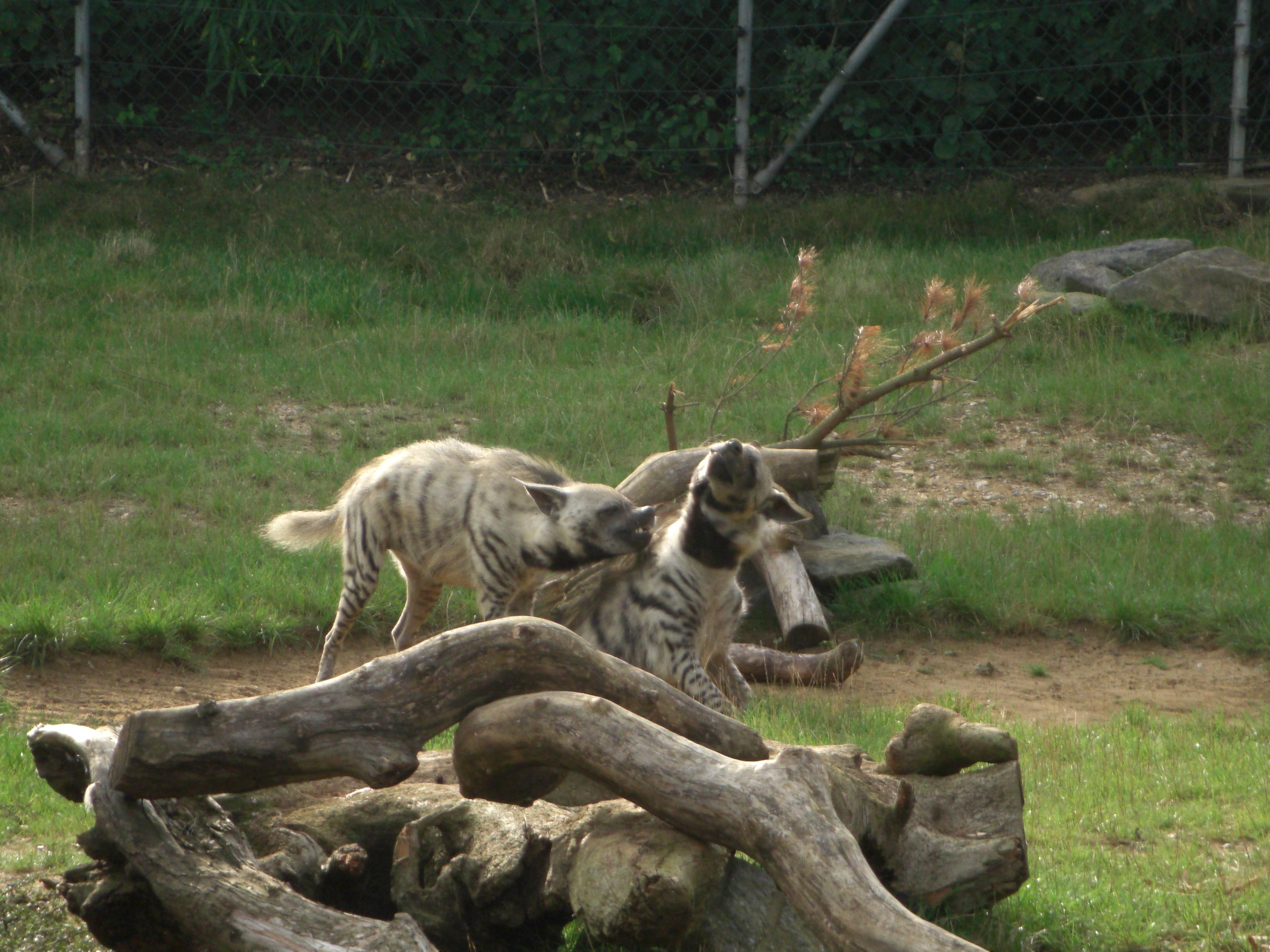
Dues hienes ratllades jugant al zoo de Colchester

Les hienes ratllades són animals més solitaris que les hienes tacades i les hienes brunes, i viuen a territoris més petits. Totes les subespècies de hiena ratllada, formen grups generalment de 2 individus, encara que s'han registrat casos de fins a 7 membres a Líbia. A Israel són generalment solitàries, tot i que ocasionalment s'han vist congregades al voltant d'un cadàver. Al centre d'Àsia, s'ha registrat que són monògames.
A diferència de la hiena tacada, no hi ha proves que la hiena ratllada tingui un comportament territorial. Al Serengeti, es va registrar que l'àrea de distribució de dos individus era de 44 i 72 km² respectivament, mentre que en una femella del desert del Nègueb, es va registrar que la seva àrea de distribució era de 61 km².
Quan dos individus de hiena ratllada es troben, s'inspeccionen i es llepen mútuament la cabellera de la regió lumbar. Les hienes ratllades saluden als seus congèneres ensumant-se les fosses nasals i pressionant-se les bosses anals, i colpejant-se repetidament amb les potes anteriors els colls les unes a les altres. Durant les interaccions agressives, la cabellera negre de la regió lumbar i toràcica s'erigeix, i quan lluiten, les hienes ratllades llencen mossegades al coll i les potes, evitant la cabellera. Com les altres hienes, la hiena ratllada marca el seu territori sobre tiges d'herba, troncs d'arbres i altres objectes, secretant una substància aromàtica que prové de les seves glàndules odoríferes.
La hiena ratllada té un nombre de vocalitzacions diferents més reduït que les de la hiena tacada.

### Relacions interespecífiques amb altres predadors
El costum de les hienes ratllades de participar de les preses mortes per altres predadors, condueix inevitablement a confrontacions, que van des de postures amenaçadores a baralles violentes. A l'Africa, la hiena ratllada perd invariablement les disputes per les preses davant de depredadors alfa més grossos com el lleó i la hiena tacada (malgrat que el biòleg Hans Kruuk ha declarat que sembla que hi ha alguna mena d'atracció entre les dues espècies de hiènid). Els resultats de les disputes contra predadors solitaris com el lleopard i el guepard són més difícils de predir, i, en general, depenen de qui intimida a qui en primer lloc.
A l'Índia i l'Orient Pròxim, de vegades la hiena ratllada entra en conflicte amb llops. Tot i que individualment és més forta, la naturalesa solitària de la hiena la deixa en desavantatge davant el llop, el qual és més social. A l'Índia poden arribar a imposar-se a tigres molt joves, encara que generalment esperen fins que aquests marxen, per aprofitar les restes que hagi deixat.
S'han trobat restes de hiena dins dels estómacs de cocodrils palustres.

## Dieta
A diferència de la hiena tacada, la hiena ratllada és bàsicament un animal carronyaire, que consumeix fàcilment la carronya i les restes de les preses d'altres predadors, fent servir les seves mandíbules poderoses per rosegar i trencar els ossos. Ocasionalment s'alimenten de preses vives que cacen, encara que s'ha suggerit que només els individus de les tres subespècies més grosses, presents al nord-oest de l'Àfrica, a l'Orient Pròxim i a l'Índia, maten grans preses. No hi ha proves que els individus de les subespècies més petites presents a l'est d'Àfrica i a la península Aràbiga, ataquin grans herbívors. Al Turkmenistan s'ha registrat que s'alimenten d'un gran nombre de testudínids, encara que també s'han vist caçant senglars, hemions i porcs espins. Al Caucas, la seva principal font d'aliments són els celífers.
Les hienes ratllades suplementen la seva dieta carnívora amb vegetació. A l'Uzbekistan i el Tadjikistan, l'abundància estacional de fruits és una important contribució a la seva dieta. A Israel també s'alimenten de fruits, particularment dàtils i melons, els quals poden satisfer les seves necessitats de líquids. Són capaces de beure diferents tipus d'aigua, des d'aigua dolça, a aigua carbonatada o aigua salada.
S'han vist hienes ratllades alimentant-se a abocadors.

## Reproducció
La reproducció no és estacional, i tot i que l'edat a la que se sol assolir la maduresa sexual és consistent, sol produir-se entre els 2 i 3 anys. No obstant això, al zoo de Taixkent, una femella donà a llum per primer cop als quatre anys, mentre que a Israel, s'han registrat femelles de 15 mesos en estat salvatge, amb 3 embrions al ventre.
Tot i que no s'han publicat estudis detallats del seu comportament sexual, s'han fet observacions de hienes en captivitat, i s'ha pogut determinar que el cicle estral és d'un dia, durant el qual la femella s'aparella diverses vegades, en intervals de 15 a 25 minuts. Després d'un període de gestació és d'entre 88 i 92 dies, les femelles donen a llum entre 1 i 6 cadells. Un comportament d'excavació intensiva per part de la femella precedeix al part, el qual sovint és seguit per un cicle estral tres setmanes més tard. Els cadells neixen cecs i amb canals auditius tancats, i el color del seu pelatge varia del blanc al gris, amb ratlles negres. Els cadells obren els ulls després de 7 o 8 dies, mentre que les dents els surten després de 3 setmanes, i una setmana més tard ja poden ingerir aliments sòlids. No obstant això, les mares segueixen alletant als seus cadells fins als 12 mesos. S'ha observat que tant el mascle com la femella participen en l'alimentació dels cadells.

## Relacions amb humans

### Folklore i superstició
Es poden trobar nombroses referències a la literatura i el folklore de l'Orient Pròxim, on les hienes ratllades són representades generalment com a símbol de la traïció i l'estupidesa, i són considerades reencarnacions físiques de jinns. L'escriptor àrab Al-Quazweeni (1204–1283), en el seu llibre Aajeb Al-Makhlouqat, parlava d'una tribu anomenada Al-Dabeyoun (en català, homes hiena), dels quals deia que si hi havia un membre d'aquesta tribu en un grup de 1.000 persones, una hiena l'escolliria i se'l menjaria. Un tractat mèdic persa escrit el 1376, parla de com curar els caníbals coneguts amb el nom de kaftar, dels quals es deia que eren mig-home, mig-hiena. Al-Doumairy, en els seus escrits titulats Hawayan Al-Koubra (1406), va dir que eren criatures vampíriques que atacaven les persones de nit i els xuclaven la sang del coll, encara que també va dir que només atacaven a les persones valentes. Al folklore àrab es diu que podien hipnotitzar les seves víctimes amb la mirada o, de vegades, amb les seves feromones. En una línia similar al que va escriure Al-Doumairy, els grecs van creure, fins a finals del segle xix, que si els cossos dels homes llop no es destruïen, aquests apareixerien als camps de batalla com hienes vampíriques, i es beurien la sang dels soldats moribunds. La imatge que es té d'ella a l'Afganistan, l'Índia i Palestina, és més diversa. Tot i que temudes, són també un símbol de l'amor i la fertilitat. De parts del seu cos, s'obtenen nombroses varietats de medecines per guarir els mals d'amor. Els balutxis creuen que les bruixes i els bruixots cavalquen de nit sobre hienes ratllades.

### Punt de vida cultural
La paraula àrab per hiena ratllada, "dhubba", es troba en els nom d'una vall d'Israel coneguda com a Shaqq-ud-Diba (que vol dir, "escletxa de les hienes") i Wadi-Abu-Diba (que vol dir, "vall de les hienes"). Ambdós noms han estat identificats pels estudiosos com la vall bíblica de Zeboim, esmentada al llibre 1 Samuel (13:18) de l'Antic Testament.
A la Bíblia, són esmentades en tres ocasions:
Isaïes (13:22): "Les hienes udolaran en aquells palaus, els xacals, en les grans mansions. Aviat arribarà l'hora de Babilònia, els seus dies estan comptats".
Isaïes (34:14): "Els gats salvatges s'ajuntaran amb hienes i un sàtir cridarà a l'altre; també allà reposarà Lilit i en ell hi trobarà el descans".
Jeremies (50:39): "Per això hi viuran hienes i gats mesquers, s'hi instal·laran els estruços; no serà mai més habitada, no hi viurà ningú per segles i segles".
La paraula hebrea per hiena "tzebua" o "zevoa", vol dir literalment "criatura que udola", apareix al Llibre de Jeremies de la Versió Autoritzada del Rei Jaume de la Bíblia, interpretada com un "ocell amb taques", encara que Henry Baker Tristram va sostenir que la menció més aviat feia referència a una hiena.

### Danys causats a ramats i cultius
Els efectes que han causat sobre els ramats varien segons la regió. Al Líban s'han registrat molt pocs atacs, amb algun informes que descriuen hienes creuant pastures, fins i tot, sense espantar els ramats, mentre que altres informes del Turkmenistan indiquen que són una amenaça més gran pels ramats que els llops. Les investigacions indiquen que les cabres, ovelles, gossos i aviram són les seves preses més comunes. Tot i que hi ha documents que parlen de hienes alimentant-se d'animals més grossos, no és clar si els cadàvers eren realment morts seves o era carronya incorrectament identificada. L'edat i la salut dels individus seleccionats dels ramats no està clara, encara que els registres suggereixen que els atacs es produeixen amb poca freqüència. Els danys causats sobre ramats tenen lloc suposadament amb més freqüència a Egipte, Etiòpia, l'Índia, Iraq, i possiblement al Marroc. Els gossos són les preses més comunes al Turkmenistan i l'Índia, mentre que a la regió del Caucas, a més de gossos, també maten ovelles i altres petits animals domèstics. Informes de l'any 1950 a Iraq, indiquen que possiblement també atacaven cavalls i ases.
Els cultius de meló i les plantacions de palmera datilera d'Israel i Egipte, són ocasionalment assaltats per hienes ratllades, mentre que al Turkmenistan sovint entren a les plantacions de síndria i meló verd per alimentant-se.

### Persecució
Les hienes ratllades ingereixen fàcilment estricnina per mitjà d'esquers enverinats, tot i que aquests són deixat per a altres carnívors més abundants com els llops, els lleopards o els xacals. A Algèria, un sistema de recompenses a la dècada de 1880, va provocar el declivi de les poblacions de hiena ratllada, on foren morts 196 individus només entre 1881 i 1882. Una campanya similar de persecució tingué lloc aproximadament per les mateixes dates als límits de l'Imperi Rus. El govern pagava una recompensa substancial (100 rubles) per cada hiena morta. A Israel fou exterminada per mitjà de l'enverinament amb estricnina, durant la campanya d'erradicació de la ràbia dirigida contra el xacal comú, portada a terme pel govern britànic. Entre 1950 i 1970, van tenir lloc a Israel campanyes d'enverinament a més gran escala. L'enverinament amb estricnina amenaça actualment la hiena ratllada a tot Níger.
Encara que rarament caçada pel seu pelatge al Caucas, ha estat ocasionalment atrapada en trampes col·locades per a obtenir el pelatge d'altres espècies. A Rússia mai no fou una espècie apreciada per la seva pell, donat que era considerada de "menor qualitat que la del llop o la guineu". Tot i així, a la dècada de 1930, el govern rus va comprar un total de 200 pells de hiena, dins de les fronteres del que avui en dia és la Comunitat d'Estats Independents. En la dècada de 1950 es van comprar menys de 100 pells de hiena, i cap des de 1970. Entre 1931 i 1937, només al Turkmenistan, fins a 130 pells de hiena eren venudes anualment per caçadors. Fins a 1948 aquest nombre es va anar reduint a unes poques dotzenes, i des de 1970 no se n'ha venut cap.
Alguns caçadors del sud del Panjab, Kandahar i Quetta, capturen hienes per fer-les servir en lluites contra gossos. Les hienes s'enfronten a gossos especialment entrenats, estant lligades amb cordes per allunyar-les dels gossos si és necessari. A Kandahar, els caçadors, anomenats localment payloch (peu nu), atrapen hienes ratllades entrant als seus caus amb una soga a la mà. Quan la hiena està arraconada al final del seu cau, els caçadors murmuren una fórmula màgica “converteix-te en pols, converteix-te en pedra”, el qual fa que l'animal entri en un estat hipnòtic de total submissió, moment en què el caçador li pot lligar la soga al coll i, finalment, treure-la del cau.

### Com aliment i medicina
A les mastabes de la dinastia VI d'Egipte de Mereruka i Kagemni a Saqqara, hi ha representats dos guardians lluitant per mantenir una hiena ratllada d'esquena, mentre li farceixen el musell de trossos de carn i aviram. Als espècimens més ferotges se'ls havia de lligar les potes del darrere primer. Encara que els arqueolegs generalment creuen que això es feia per engreixar les hienes, alguns escriptors opinen que la intenció era entrenar les hienes perquè prenguessin part en les caceres.
Els grecs i els romans feien servir la sang, els excrements, el recte, els genitals, els ulls, la llengua, el cabell, la pell i el greix, així com la cendra de diferents parts del cos de les hienes ratllades, com a mitjans per a allunyar el mal i assegurar-se l'amor i la fertilitat. També creien que els genitals d'una hiena "mantindrien unida en pau a una parella", i que l'anus, utilitzat com un amulet a la part superior del braç, faria que el seu posseïdor masculí fos irresistible per les dones.
A les nacions musulmanes de Kabulistan, Kohat, Bannu i Cholistan, és considerada halal i, per tant pot ser consumida, fet que representa una excepció a la norma que els animals predadors no s'han de menjar, a causa de la seva condició de haram. Això deriva del fet que és un animal omnívor, més que un animal purament carnívor. Entre els beduïns d'Aràbia, també es permet el seu consum, encara que la seva carn és més aviat considerada un remei.
A l'oest i al sud d'Àsia, algunes parts del seu cos tenen un paper important en encanteris d'amor i en la fabricació d'amulets.
Al folklore iranià, es diu que una pedra trobada en el cos d'una hiena, pot servir com a protecció per aquell que la porti a la part superior del braç. També consideren que la seva pell assecada, és un potent encanteri que força a tothom a sotmetre's a l'atracció de qui la posseeix.
A l'Afganistan i Pakistan, el seu pèl es fa servir en encanteris d'amor o per guarir malalties.
Al nord de l'Índia, la seva sang és molt apreciada, i es considera menjar-se la seva llengua ajuda en la lluita contra els tumors.
A la regió de Khyber, el seu greix cremat s'aplica als genitals masculins o de vegades és consumit oralment, per assegurar la virilitat, mentre que a l'Índia es fa servir com a cura pel reumatisme.
A l'Afganistan, alguns Mul·làs porten la seva vulva (kus) embolicada amb seda sota l'aixella durant una setmana. Si un home mira a través d'aquesta a la dona que desitja, segur que l'aconsegueix. Això ha donat lloc al proverbi dari "kus-e kaftar bay", així com al proverbi paixtu "kus-e kaftar", els quals volen dir literalment "succeeix fàcilment si mires a través de la vulva d'una hiena ratllada".
A Khyber i al Balutxistan Oriental, els Paixtus conserven la vulva en un pols vermelló amb connotacions afrodisíaques. El recte d'una hiena ratllada recentment morta, és utilitzat pels homosexuals i bisexuals per atraure homes joves. Això ha donat lloc a l'expressió "tenir el cul d'una hiena ratllada", el que designa a algú que és atractiu i té molts amants.

### Atacs contra humans
La hiena ratllada ha estat històricament temuda i considerada responsable de la desaparició de criatures al Caucas i a l'Àsia central. A la dècada de 1880, al districte d'Erevan, al Caucas, es creu que foren les responsables de la desaparició o d'haver ferit 25 criatures, i 3 adults dèbils que dormien a l'aire lliure. A les dècades de 1890 i 1900 es van registrar més morts de criatures a mans de hienes en aquesta regió, així com altres registrades a l'Azerbaidjan a les dècades de 1930 i 1940. A l'Índia Britànica, els atacs rarament van provocar gaire enrenou, donat que no eren considerades tan perilloses com els llops, els quals eren responsables de nombroses morts a la darrera meitat del segle xix. A l'actual Índia, el govern encara organitza caceres de hienes ratllades i llops a zones on són sospitosos d'haver-se emportat criatures (fins i tot, en àrees protegides).
Tot i que els atacs sobre humans són poc freqüents, si s'alimenten dels seus cadàvers.

### Com animals domèstics
A l'Imperi Britànic sovint n'hi havia a les cases de feres, les quals de vegades estaven domesticades. Els registres indiquen que eren fàcilment domesticables quan eren joves i acceptaven la presència d'estranys, encara que podien ser agressives i tossudes quan estaven tancades. Tot i que no són tan fàcils de domesticar com les hienes tacades, mostren menys agressivitat cap als gossos.

## Estat de conservació
La hiena ratllada ha estat catalogada com en situació de "perill" des de l'any 1970. Tot i que sembla força compatible amb les poblacions d'humans, els grans predadors, amb els quals està relacionada per mitjà de la carronya de les seves preses, no ho són. Sovint és objecte de caça o d'enverinament a tota la seva àrea de distribució, i malgrat la seva població és força nombrosa, es troba dispersa en una àmplia zona i moltes vegades aïllada d'altres poblacions.

## Subespècies
S'han identificat provisionalment 5 subespècies diferenciades pel seu pelatge i la seva morfometria.
- Hyaena hyaena syriaca (Orient Pròxim)
- Hyaena hyaena sultana (península Aràbiga)
- Hyaena hyaena dubbah (nord-est d'Àfrica)
- Hyaena hyaena barbara (nord-oest d'Àfrica)
- Hyaena hyaena hyaena (Índia)

Les subespècies H. h. sultana i H. h. dubbah són més petites que les altres tres més septentrionals. Les hienes ratllades libaneses tenen un pelatge de color vermellós, mentre que les de la península aràbiga tenen marques grogues sota les els ulls, i les seves cabelleres estan formades per pèls de color blanc i negre, en lloc de ser completament negres.
Aquesta divisió en subespècies no està acceptada per tots els experts. Mammal Species of the World les classifica, juntament amb molts altres noms, com a sinònims de hiena ratllada (Hyaena hyaena).